# 洛夫喬伊冰川
70°48′S 160°10′E / 70.800°S 160.167°E
洛夫喬伊冰川是南極洲的冰川，流經烏薩爾普山脈，該冰川根據美國地質調查局的測量和美國海軍的空中照片被繪入地圖。